# Richard Haensch

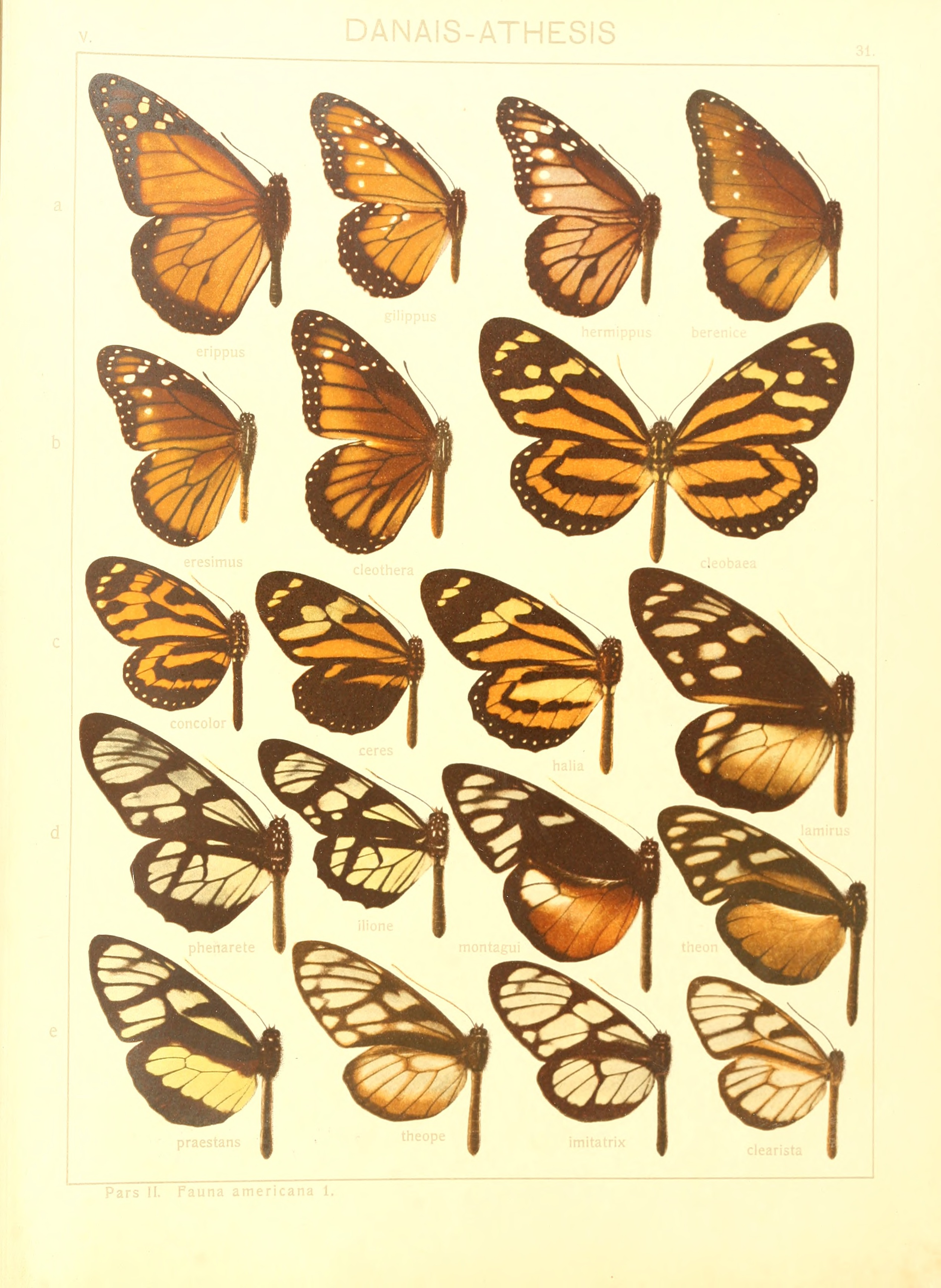
Adalbert Seitz (Hrsg.): Die Gross-Schmetterlinge der Erde, 5, Tafel 31

Richard Haensch (* im 19. Jahrhundert; † im 20. Jahrhundert) war ein deutscher Naturalienhändler und Entomologe.

## Leben
Richard Haensch arbeitete 1892 in Berlin als Assistent bei der Firma „Linnaea“ Naturhistorisches Institut von August Müller (1853–1913) und trat in der Zeit nach Juli 1892 in die Berliner Entomologische Gesellschaft ein.  Wenig später machte er sich im Insektenhandel selbständig und führte entomologische Sammelreisen 1893/1894 in Bahia, 1896/1897 in Minas Gerais und gemeinsam mit dem Stettiner Präparator Edmund Schmidt 1899/1900 in Ecuador durch.
Im Jahr 1906 erklärte er seinen Austritt aus der Berliner Entomologischen Gesellschaft.
Er verfasste im von Adalbert Seitz herausgegebenen umfangreichen Werk „Die Gross-Schmetterlinge der Erde“ im 5. Band den Abschnitt über die Familie Danaidae.
In der Entomologie ist er unter anderem Erstbeschreiber der beiden den Edelfaltern zugehörigen Taxa Pteronymia derama Haensch, 1905 und Episcada sidonia (Haensch, 1905), die beide heute zur Gattung Haenschia Lamas, 2004, gestellt und somit als Haenschia derama (Haensch, 1905), und Haenschia sidonia (Haensch, 1905), zu benennen sind.
Der österreichische Zoologe Franz Werner benannte ihm zu Ehren 1901 den Kielschwanzleguan Liocephalus haenschi Werner 1901, der heute als Stenocercus haenschi (Werner, 1901), ausgewiesen wird.
Seine Sammlung „Neotropidae (Ithomiidae)“ kam 1910 an das Zoologische Museum der Universität Berlin. Die südamerikanischen Käfer wurden zum Teil über den Naturalienhändler Hermann Rolle und teilweise auch direkt vereinzelt. Die Hemiptera kamen zum Teil an das Museum für Tierkunde Dresden. Weitere Sammlungsbestände gingen an das Museum für Naturkunde in Stettin sowie auch über Gustav Breddin (1864–1909) an das Deutsche Entomologische Institut in Berlin.

## Schriften (Auswahl)
- Kurzer Bericht über des entomolog. Ergebnisse meiner Ecuador-Reise. In: Berliner Entomologische Zeitschrift, 48, 1903, S. 149–156. (zobodat.at [PDF])
- Die Ithomiinen (Neotropiden) meiner Ecuador-Reise. Mit Beschreibungen neuer Formen und biologischen Notizen. In: Berliner Entomologische Zeitschrift, 48, 1903, S. 157–214. (zobodat.at [PDF])
- Neue südamerikanische Ithomiinae meiner Sammlung. In: Berliner Entomologische Zeitschrift, 50, 1905, S. 142–182 (zobodat.at [PDF])
- 3. Familie: Danaidae. In: Adalbert Seitz (Hrsg.): Die Gross-Schmetterlinge der Erde. 5, Alfred Kernen, Stuttgart 1909–1910, S. 113–171 (archive.org), Taf. 31–41 (archive.org).